# 兀慎打儿罕剌布台吉
兀慎打儿罕剌布台吉（1509年—？），简称拉布克台吉，孛儿只斤氏。明朝时漠南蒙古贵族。達延汗之孫，巴爾斯博羅特第三子，衮必里克墨尔根、俺答汗的弟弟，昆都力哈、那林台吉、博迪达喇鄂特罕台吉、塔喇海台吉的哥哥。「打儿罕」（达尔罕）为其称号非名字。
拉布克台吉是蒙古右翼兀慎（乌审）部领主。驻牧在大同以北的葫芦海子，在大同守口堡与明朝互市。嘉靖二十一年（1542年），长兄衮必里克墨尔根死后，兀慎部被俺答汗控制，成为俺答汗的六大营之一。拉布克死后，其子兀慎阿害兔台吉继承。兀慎打儿罕剌布台吉孙，兀慎阿害兔台吉子：兀慎歹成汗打儿麻台吉。